# Instrukcja techniczna B-IX
Instrukcja techniczna B-IX – archiwalna instrukcja geodezyjna stosowana w Polsce, będąca częścią przepisów Pomiary szczegółowe (dział "B" Powszechnych Przepisów o Pomiarach Kraju) i obowiązująca w latach 1959–1979, zatwierdzona i wprowadzona obwieszczeniem Prezesa Głównego Urzędu Geodezji i Kartografii (GUGiK) z 5 marca 1959 w sprawie wprowadzenia instrukcji "Pomiary uzupełniające i aktualizacja map i operatów".
Instrukcja została opracowana w 1958 w Biurze Techniki GUGiK przez W. Kownackiego i uzupełniona na podstawie opinii Komisji do Spraw Instrukcji Technicznych GUGiK.
Instrukcja B-IX zawiera zbiór, jednolitych pod względem merytorycznym, technicznym i porządkowym, wytycznych dotyczących zasad:
- aktualizacji map wielkoskalowych przeznaczonych do celów gospodarczych
- przystosowania istniejących map wielkoskalowych do ściśle określonych zadań gospodarczych
- aktualizacji operatów technicznych w zakresie szczegółowej osnowy geodezyjnej
- aktualizacji operatów ewidencji gruntów i budynków
- odnowienia map i operatów
- wykonywania pomiarów uzupełniających dla celów gospodarczych

Instrukcja zawiera ponadto szczegółowe przepisy dotyczące:
- pomiarów uzupełniających
- zasad opracowania i wyznaczenia projektu na gruncie
- obliczenia osnowy geodezyjnej
- kartowania
- obliczania powierzchni
- składu operatu uzupełniającego

oraz komentarze definiujące:
- sytuacyjną mapę zasadniczą, jako mapę o treści i formie dostosowanej do głównych potrzeb gospodarczych, stanowiącej podstawowy dokument geodezyjny, podlegający bieżącej aktualizacji i umożliwiający łatwe uzyskanie map pochodnych
- mapę ewidencji gruntów i budynków, jako mapę pochodną od mapy zasadniczej
- mapę uzupełniającą, jako mapę uzupełnioną wynikami pomiaru uzupełniającego
- układ współrzędnych państwowych

Do map wielkoskalowych aktualizowanych zgodnie z tą instrukcją zaliczono: sytuacyjną mapę zasadniczą, mapy pochodne od mapy zasadniczej (w tym mapę ewidencji gruntów i budynków) oraz mapy podkładowe dla celów projektowania i inwentaryzacji.
Obwieszczenie wprowadzające niniejszą instrukcję straciło moc prawną wraz z wprowadzeniem do stosowania instrukcji K-1 (1979) "Mapa zasadnicza" zarządzeniem z 9 lutego 1979 Prezesa GUGiK.